# Canada tại Thế vận hội Mùa hè 1900
Thế vận hội Mùa hè 1900 ở Paris đã là Thế vận hội lần đầu tiên Canada tham dự. Đoàn Canada có hai vận động viên tham dự là George Orton và Ronald J. MacDonald. Orton là người Canada đầu tiên giành huy chương, về đích hạng nhất trong giải vượt chướng ngại vật 2500 mét. Sau đó anh về đích hạng ba tại giải vượt rào 400 mét và hạng năm tại giải vượt chướng ngại vật 4000 mét. Orton lúc đó đang học tại Đại học Pennsylvania.

## Danh sách huy chương
| Huy chương | Tên          | Môn thể thao | Nội dung                          |
| ---------- | ------------ | ------------ | --------------------------------- |
| Vàng       | George Orton | Điền kinh    | 2500 mét vượt chướng ngại vật nam |
| Đồng       | George Orton | Điền kinh    | 400 mét vượt rào nam              |

## Điền kinh
Cả hai thí sinh Canada tham dự giải điền kinh, với Orton giành một huy chương vàng, một huy chương đồng và đưa quốc gia đứng hạng tư trên bảng xếp hạng huy chương môn điền kinh.
| Vận động viên    | Nội dung                      | Đấu      | Đấu  | Bán kết | Bán kết | Chung kết | Chung kết |
| Vận động viên    | Nội dung                      | Kết quả  | Hạng | Kết quả | Hạng    | Kết quả   | Hạng      |
| ---------------- | ----------------------------- | -------- | ---- | ------- | ------- | --------- | --------- |
| George Orton     | 400 mét vượt rào              | Không rõ | 2 Q  | n/a     | n/a     | Không rõ  | 3         |
| George Orton     | 2500 mét vượt chướng ngại vật | n/a      | n/a  | n/a     | n/a     | 7:34.4    | 1         |
| George Orton     | 4000 mét vượt chướng ngại vật | n/a      | n/a  | n/a     | n/a     | Không rõ  | 5         |
| Ronald MacDonald | marathon                      | n/a      | n/a  | n/a     | n/a     | Không rõ  | 7         |